# Тур Сеула
Тур Сеула (англ. Tour de Seoul) — шоссейная велогонка, в 2009 и 2010 годах проводившаяся в столице Южной Кореи. Организовывалась в рамках UCI Asia Tour, первый год как однодневка (категории 1.2), второй – как многодневка (категории 2.2). 

## Призёры
| Год  | Победитель      | Второй       | Третий         |
| ---- | --------------- | ------------ | -------------- |
| 2009 | Хо-Сунг Чо      | Дирк Мюллер  | Гриша Янорошке |
| 2010 | Томаш Марчински | Чонг Гу Чанг | Симон Гешке    |